# Lonely Lullaby
"Lonely Lullaby" là bài hát của nam nghệ sĩ synthpop người Mỹ Owl City từ album phòng thu thứ ba của anh, All Things Bright and Beautiful.

## Danh sách ca khúc
| Tải kĩ thuật số | Tải kĩ thuật số  | Tải kĩ thuật số |
| STT             | Nhan đề          | Thời lượng      |
| --------------- | ---------------- | --------------- |
| 1.              | "Lonely Lullaby" | 4:30            |

## Bảng xếp hạng
"Lonely Lullaby" tuy không lọt vào bảng xếp hạng Billboard Hot 100, nhưng lại đạt được vị trí thứ 12 tại bảng Bubbling Under Hot 100 Singles.
| Bảng xếp hạng (2011)                          | Vị trí cao nhất |
| --------------------------------------------- | --------------- |
| Mỹ Bubbling Under Hot 100 Singles (Billboard) | 12              |

## Lịch sử phát hành
| Vùng   | Ngày                | Định dạng   | Nhãn                       |
| ------ | ------------------- | ----------- | -------------------------- |
| Canada | 19 tháng 7 năm 2011 | Tải nhạc số | Universal Republic Records |